# Ливерпульский университет Хоуп
Ливерпу́льский университе́т Хо́уп (англ. Liverpool Hope University) — государственный университет в Ливерпуле, Англия. ‌Университет был образован на базе трёх христианских педагогических колледжей: колледжа Святой Екатерины (англ. Saint Katharine's College, педагогический колледж в Уоррингтоне), колледжа Нотр-Дам (англ. Notre Dame College) и колледжа Христа (англ. Christ's College).
Университет является уникальным в сфере европейского высшего образования: он имеет экуменическую традицию: Колледж Святой Екатерины был англиканским, а Нотр-Дам — католическим. Англиканский епископ Ливерпуля Дэвид Шеппард и католический архиепископ Ливерпуля Дерек Уорлок (в честь которых была названа университетская библиотека — Шеппард-Уорлок), сыграли заметную роль в её формировании.
Название университета происходит от улицы Хоуп-стрит, которая соединяет англиканский и католический соборы Ливерпуля, в которых поочерёдно проводятся церемонии вручения дипломов выпускников.
Несмотря на то, что в университете работают активные исследователи, он получил признание в первую очередь благодаря своей преподавательской деятельности. В конце 2010-х университет получил золотой рейтинг в системе оценки качества преподавания (TEF) правительства Великобритании и рейтинг, сопоставимый с элитными университетами группы Расселл.
Вице-канцлер университета, Джеральд Пиллэй, охарактеризовал университет как небольшую социальную среду в стиле колледжа свободных искусств, где «для университета важно не количество студентов, а сами студенты как личности». Его «маленький и красивый» дух в этом смысле контрастирует с более крупными соседними Ливерпульским университетом и Ливерпульским университетом Джона Мурса (LJMU).

## Кампусы
В университете есть два учебных городка. Самым крупным из них (хотя и небольшим, с площадью застройки около 30 Акров) является Хоуп-Парк (карта) в Чайлдуолле, пригороде Ливерпуля. Кампус расположен неподалёку от лесного заповедника Чайлдуолл-Вудс и парка Калдерстоунс. Специализированный кампус университета для преподавания музыки, изобразительного и исполнительского искусства — это Творческий кампус (карта) в Эвертоне, рядом с церковью Святого Франциска Ксаверия. В университете имеется кампус, предназначенный только для проживания — парк Эйгберт в гамлете Сент-Майклс, а также центр внеклассного обучения в Сноудонии, Северный Уэльс.
В кампусах университета находятся три здания — памятника архитектуры II класса. Одно из них — бывшее главное здание колледжа Святой Екатерины в Хоуп-парке, ныне переименованное в здание Хильды Констанс Аллен. В творческом кампусе расположены два других: здание бывшей школы Святого Франциска Ксаверия (ныне «Корнерстоун-билдинг»), спроектированное Генри Клаттоном, и бывшее здание LSPCC (Ливерпульское общество предотвращения жестокого обращения с детьми) на Ислингтон-сквер, 3.
Парк Хоуп пересекает Таггарт-авеню, которая проходит с севера на юг через центр кампуса и разделяет бывшие участки двух из трёх колледжей-предшественников университета. На западной стороне Таггарт-авеню находится бывший кампус колледжа Христа, а на восточной стороне (которая помимо здания Хильды Констанс Аллен также включает в себя здание EDEN и библиотеку Шеппард-Уорлок) раньше был кампус колледжа Святой Екатерины. В то время, когда эти колледжи существовали, по обеим сторонам проспекта Таггарт тянулись высокие стены, физически разделявшие эти учебные заведения.
Третий колледж-предшественник университета, Нотр-Дам, располагался на улице Маунт-Плезант, на углу с Хоуп-стрит. Это здание колледж освободил в 1980 году, оно было приобретено Ливерпульским политехническим институтом и стало частью кампуса Ливерпульского университета имени Джона Мурса, правопреемника политехнического института. Вместе с прилегающим таунхаусом оно образует здание Джона Фостера (англ. John Foster Building).

## Галерея

### Хоуп-парк

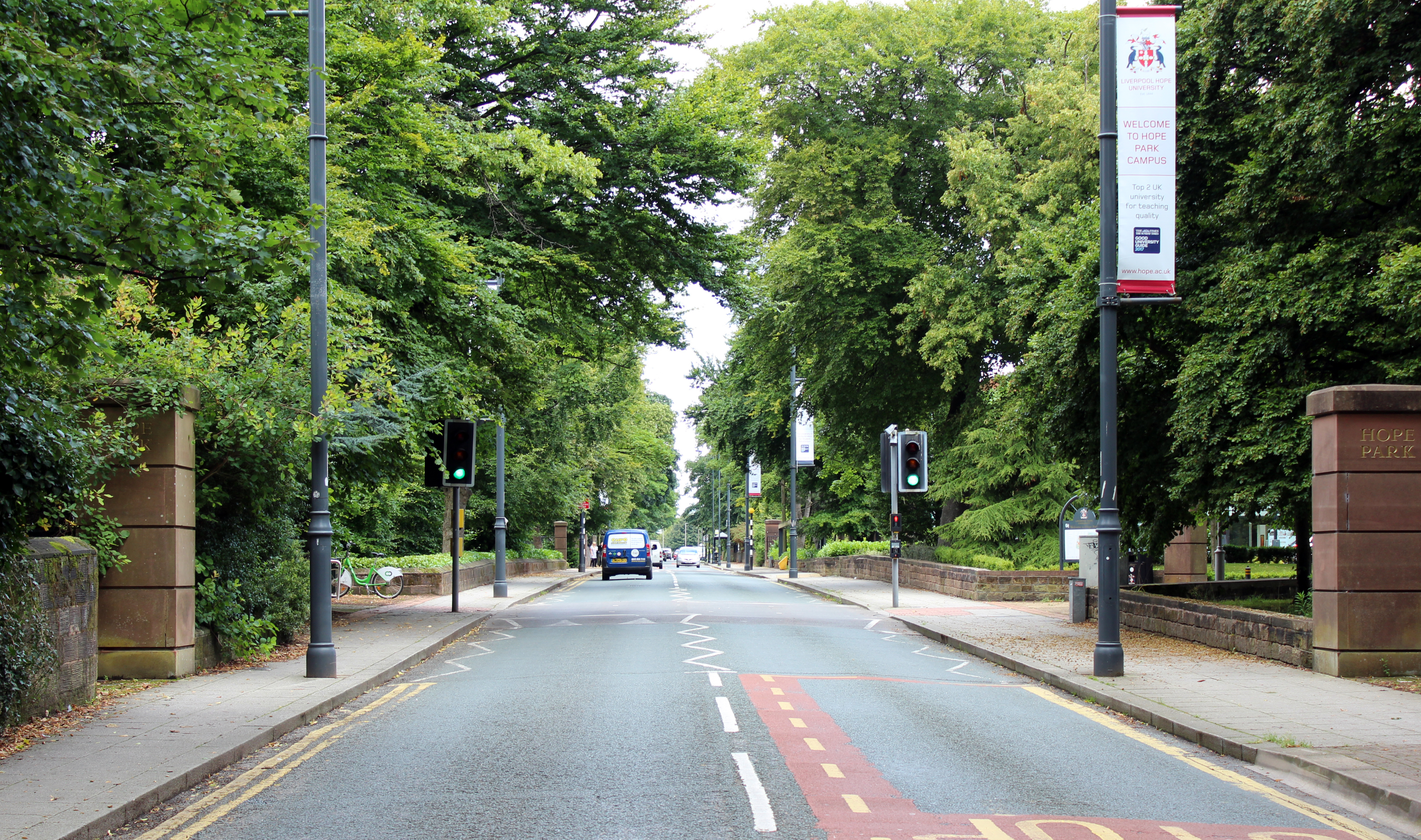
Вид на север вдоль Таггарт-Авеню
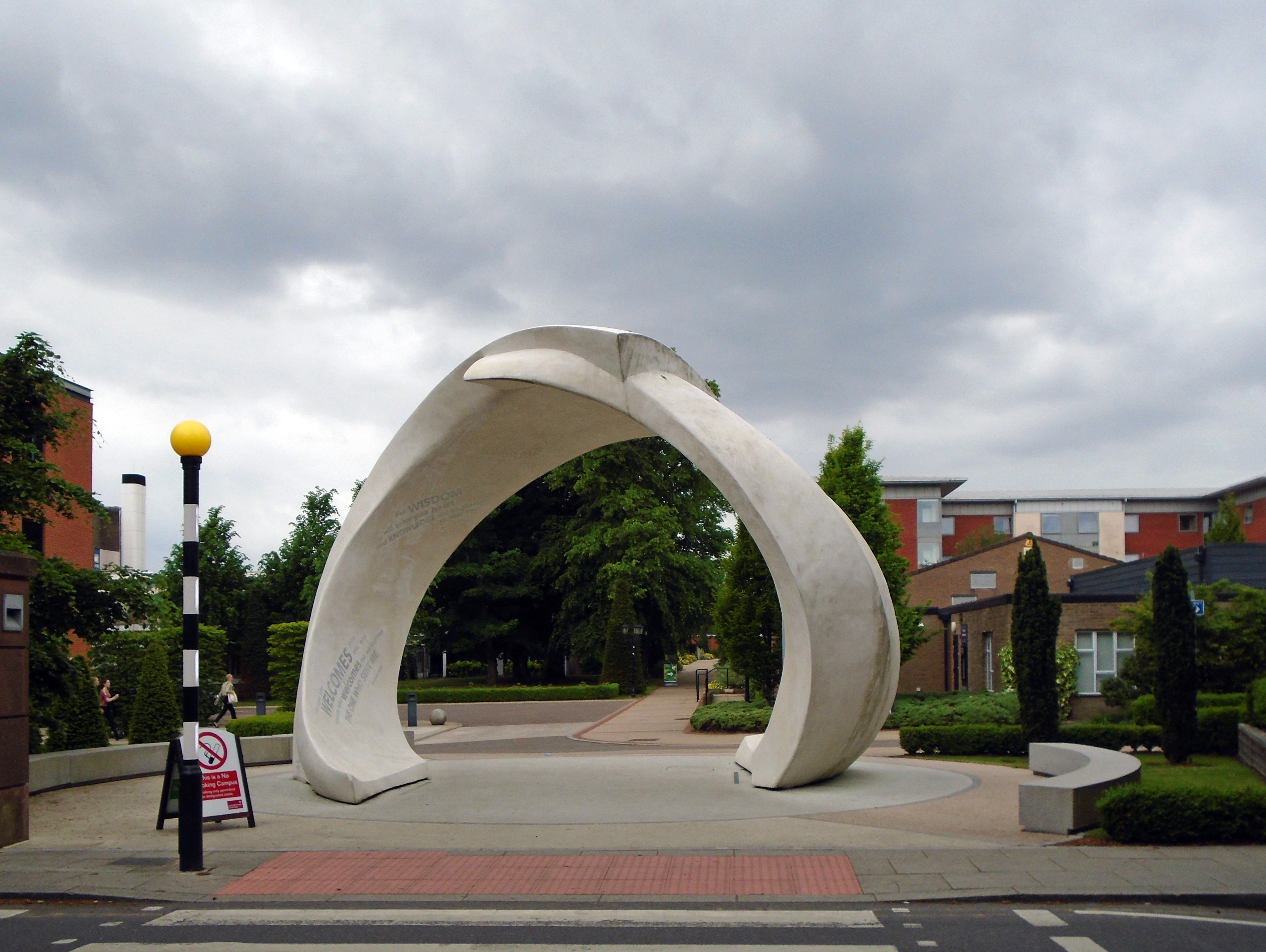
Скульптура у главного входа в западную часть кампуса
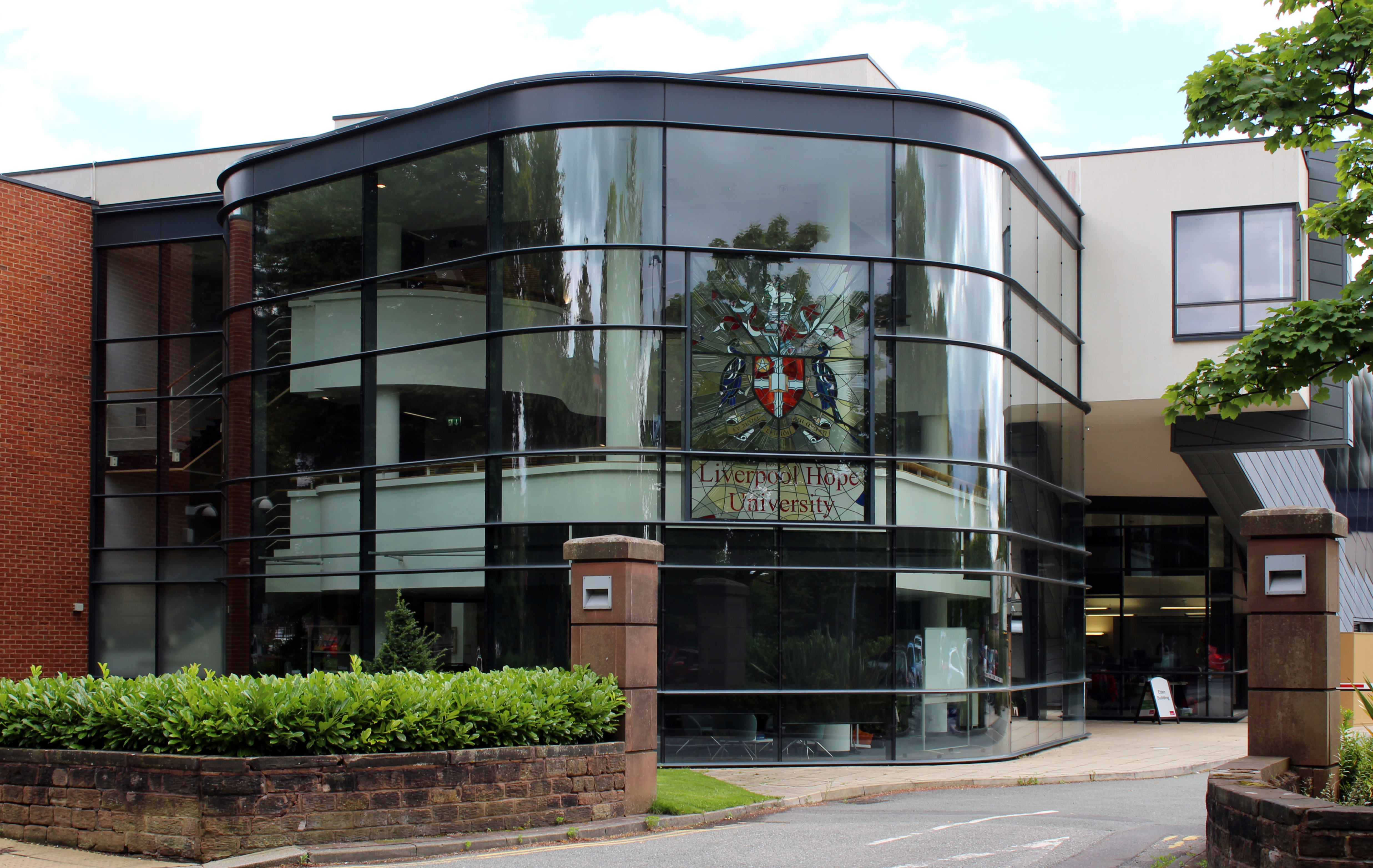
Здание Education & Enterprise (EDEN)
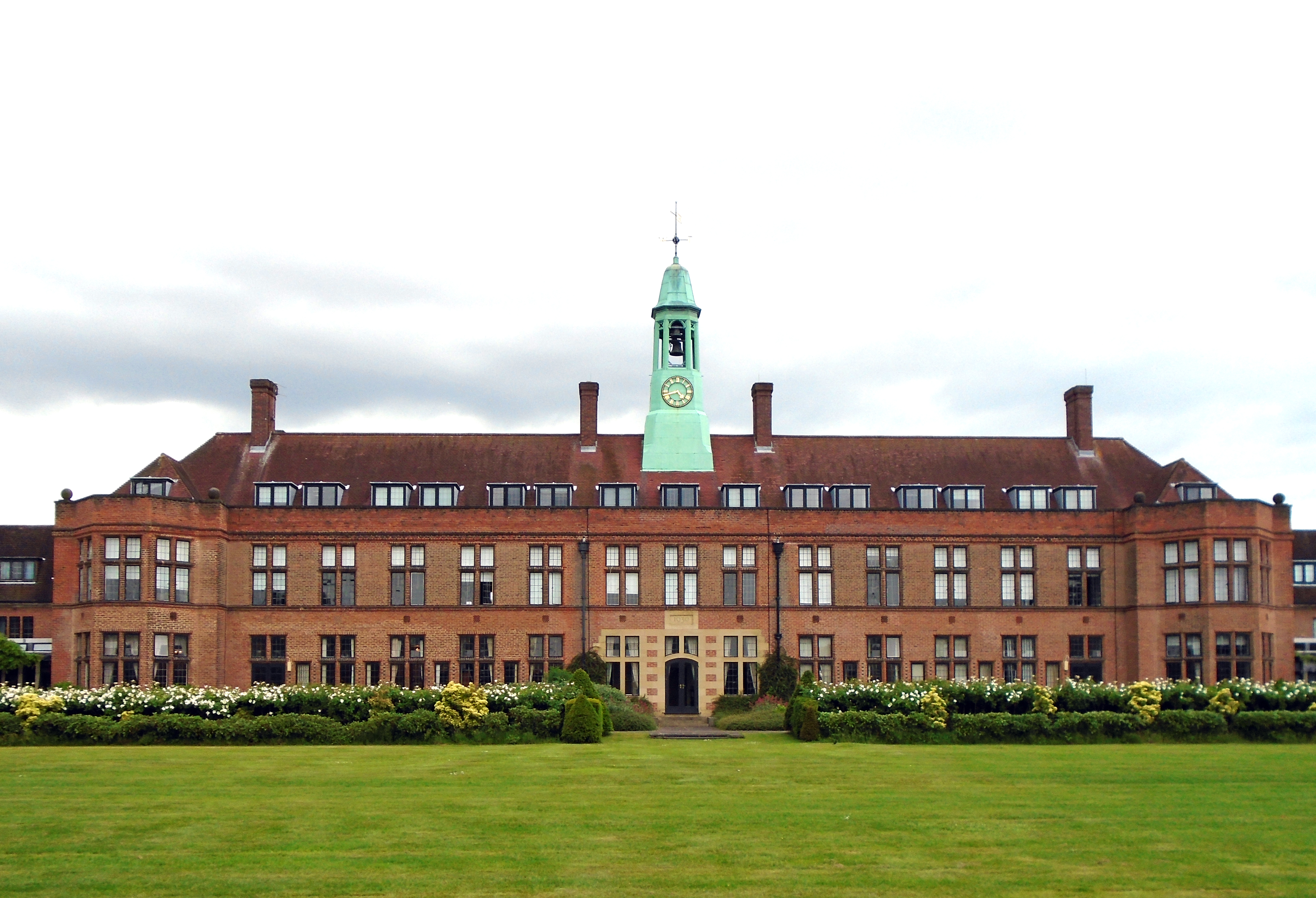
Здание Хильды Констанс Аллен, бывший колледж Святой Екатерины
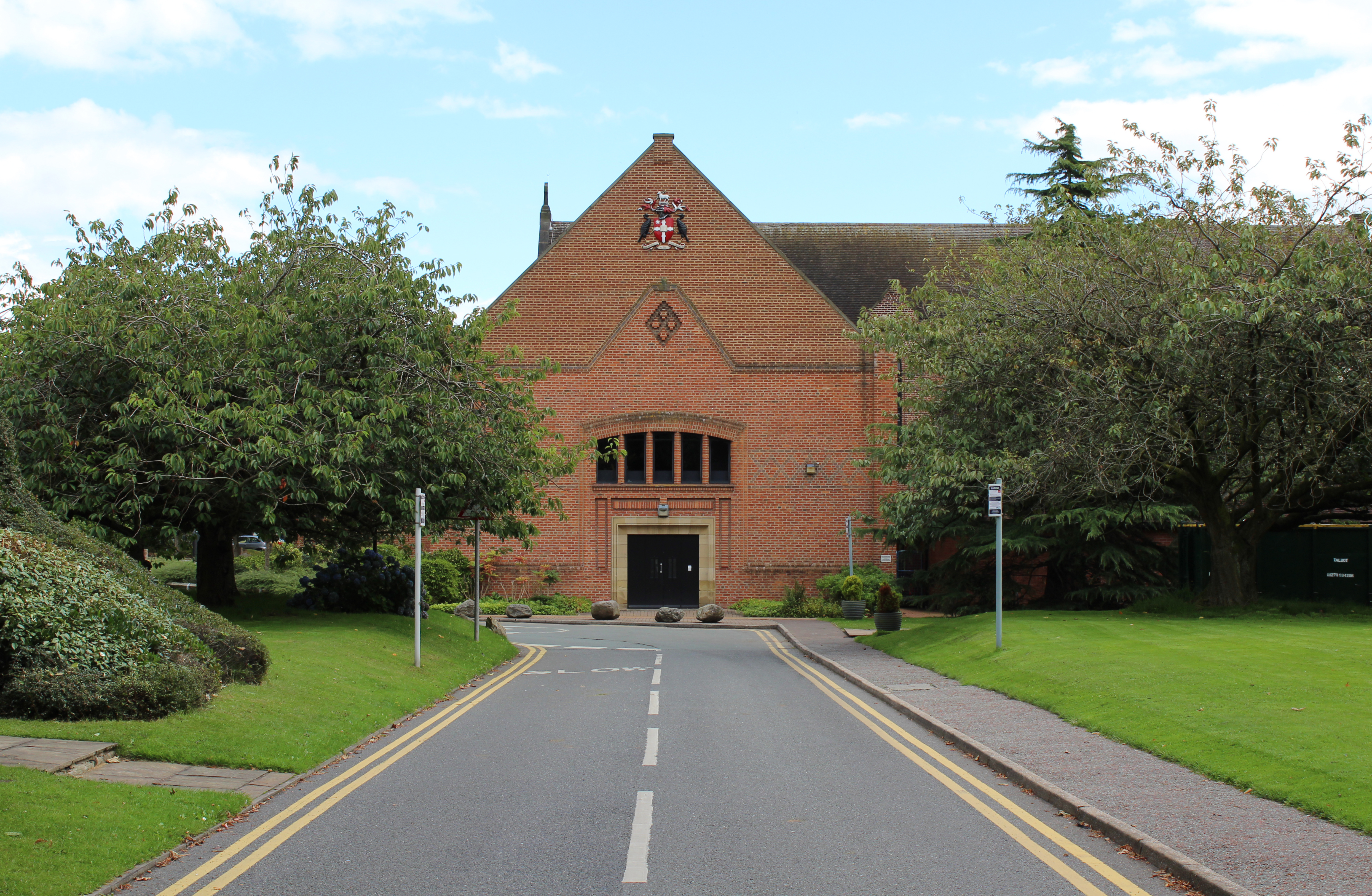
Библиотека Шеппард—Уорлок

### Творческий кампус

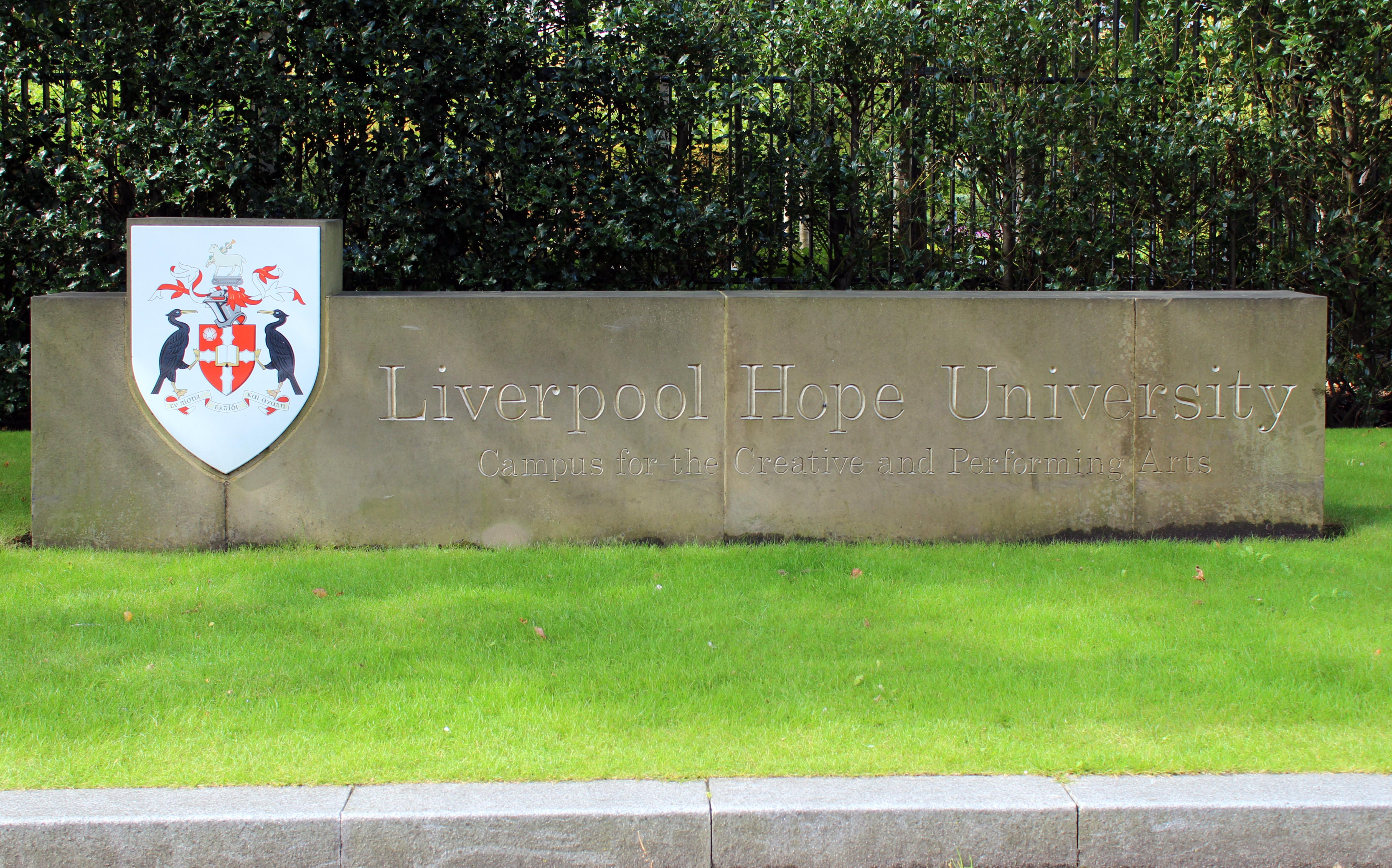
Эмблема университета у входа
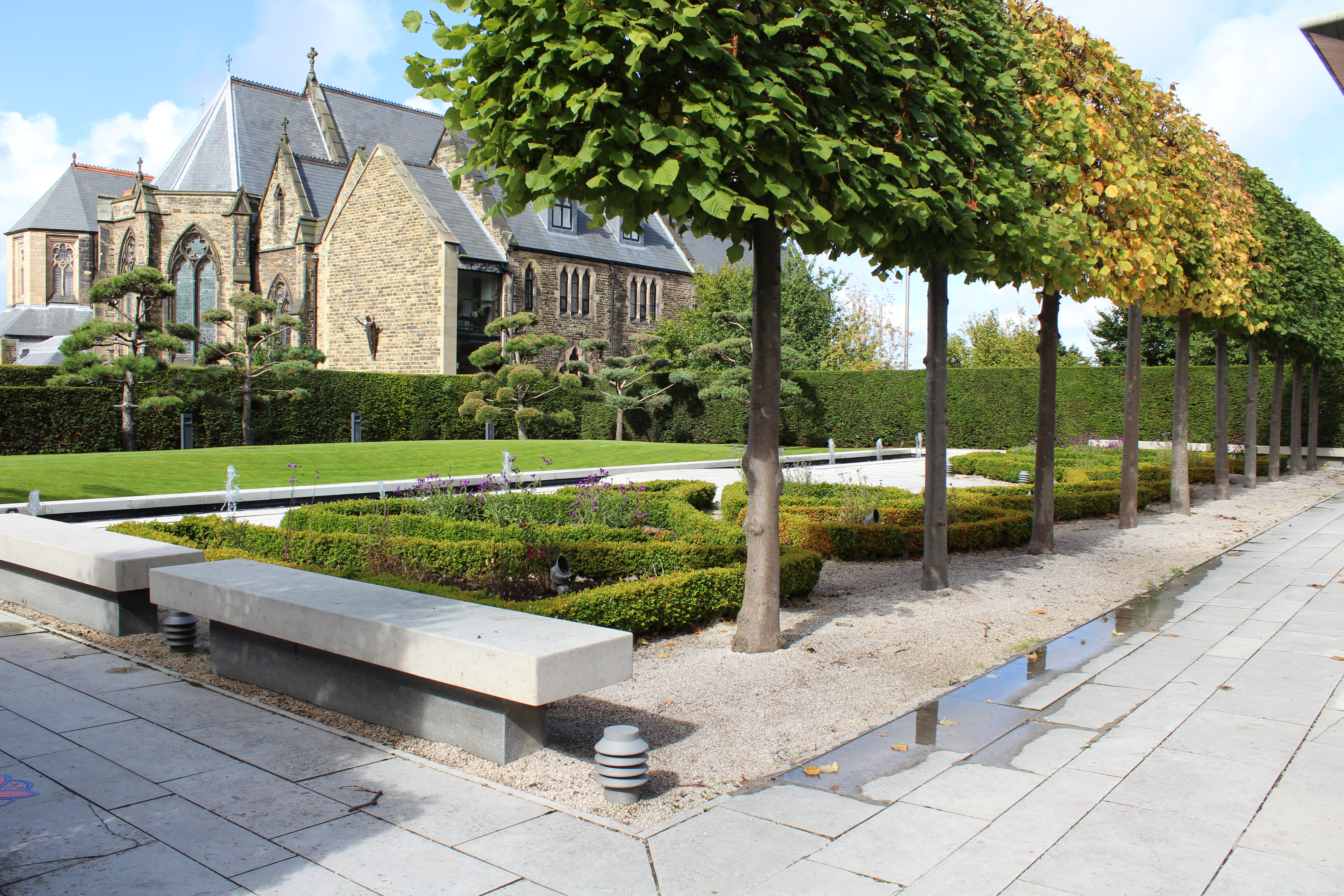
Сад на фоне церкви Святого Франциска Ксаверия
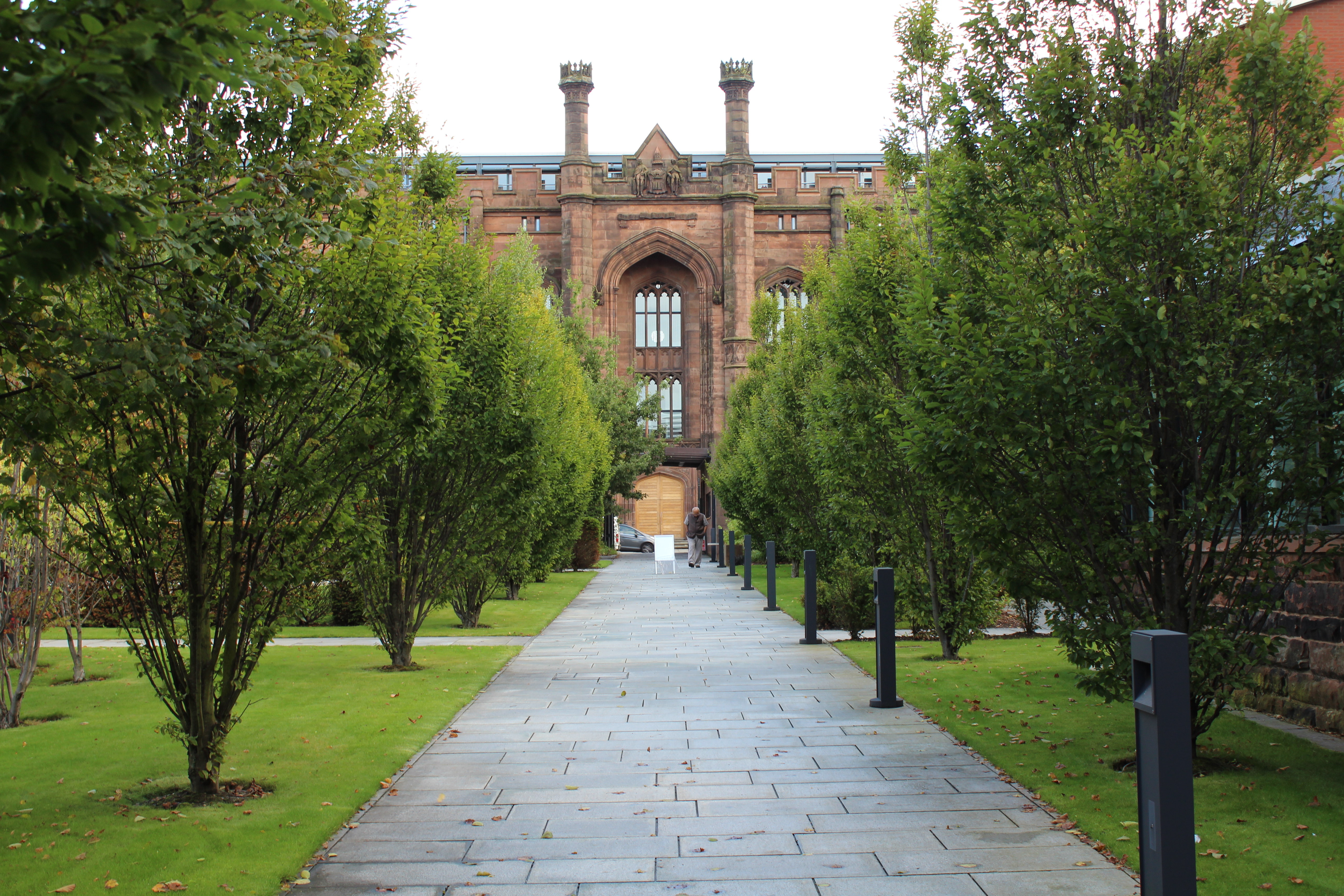
Вид на выход из кампуса
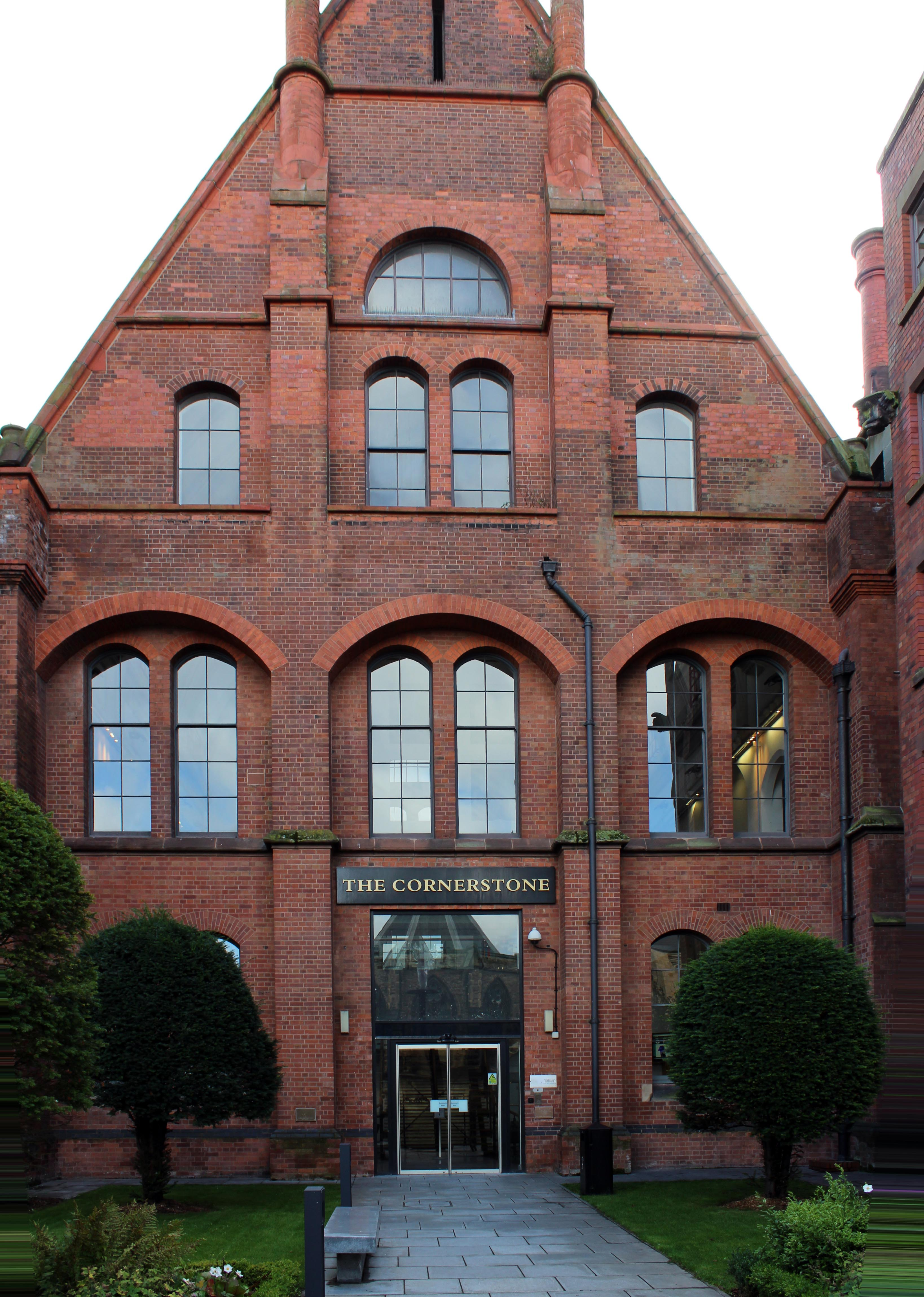
Вход в Корнерстоун-билдинг
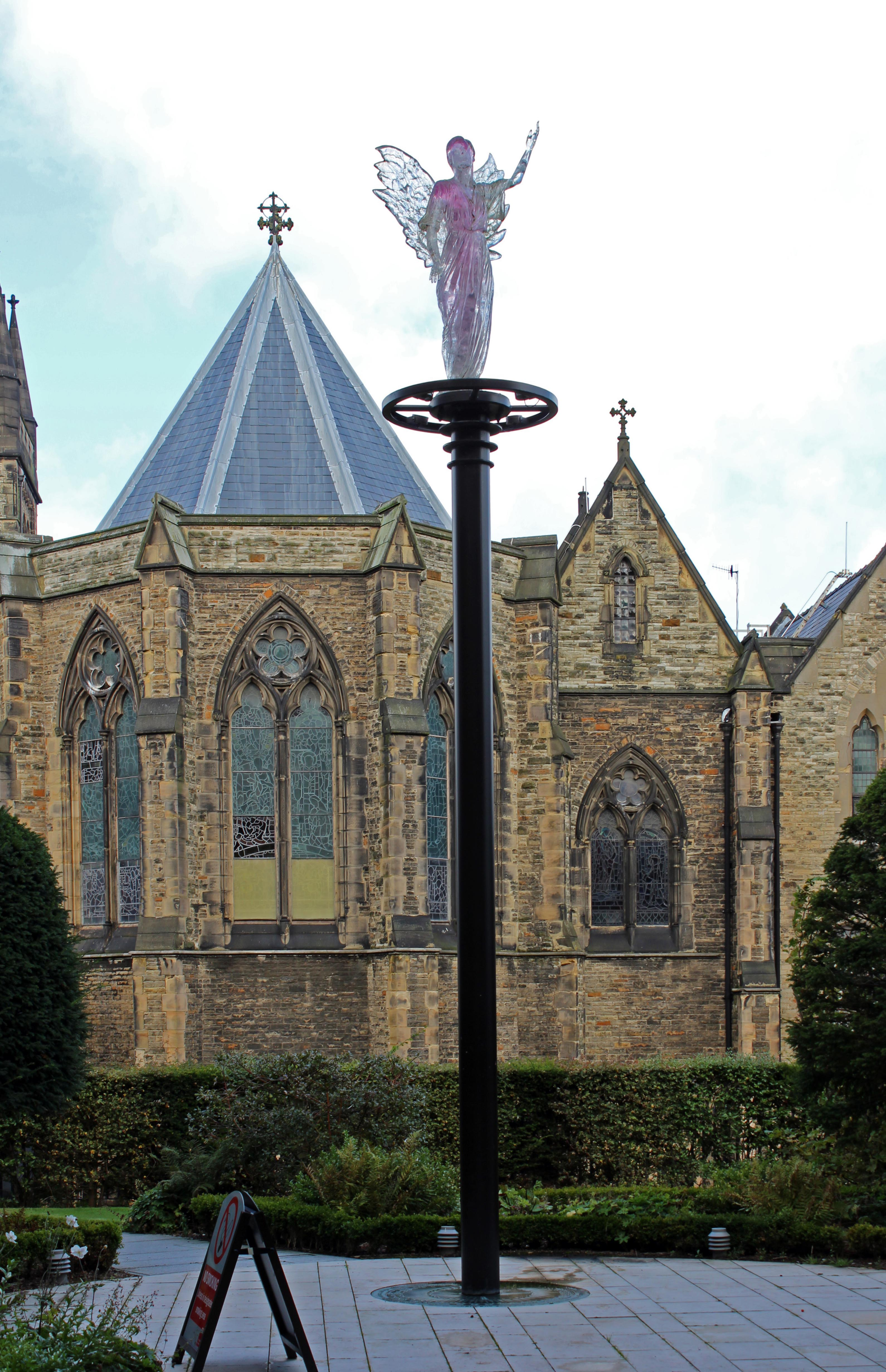
Статуя перед Корнерстоун-билдинг

## История

### Викторианскиеколледжи
История университета начинается c Уоррингтонского педагогического колледжа, созданного в 1844 году под эгидой ректора Уоррингтона, Горацио Поуиса. Поуис, в честь которого был назван лекторий в здании EDEN, был первым секретарем Совета по образованию, созданного Честерской епархией в 1839 году. Уоррингтонский педагогический колледж был вторым колледжем, созданным Честерским епархиальным советом в пределах нынешних границ Чешира; первый колледж был основан в самом Честере в 1839 году (ставший затем базой для Честерского университета). Колледж Честера был создан для подготовки учителей—мужчин, а колледж Уоррингтона создавался как аналогичный для подготовки учителей-женщин для епархиальных начальных школ.
В 1856 конгрегация Сёстры Пресвятой Девы Марии из Намюра открыли второй из колледжей-предшественников университета — колледж Богоматери, также известный как «Нотр-Дам» (рус. Богоматерь) и «Маунт-Плезант». Как и в педагогическом колледже Уоррингтона, здесь обучались женщины. Исследователи отмечают, что Нотр-Дам «предлагал универсальное образование», в то время как в Уоррингтонском колледже преобладали «более семейные, бытовые вопросы в отношении женского образования».
В 1923 году в здании Уоррингтонского педагогического колледжа произошёл пожар, и колледж переехал в Баттерси в Лондоне. Затем, в 1930 году, колледж переехал в Ливерпуль, на Таггарт-авеню. Колледж разместился в недавно построенном здании, которое стоит и поныне. Оно было спроектировано в Лондоне шотландскими архитекторами Слейтером и Моберли (англ. Slater & Moberly), в партнёрстве с молодым Реджинальдом Уреном (который занимался строительством). Его строительство обошлось в 170 000 фунтов стерлингов (что эквивалентно примерно 10 млн фунтов стерлингов в ценах 2019 года). Historic England описывает его как «масштабное сооружение в стиле возрождения народной архитектуры, напоминающее Лаченсовскую архитектуру окружающих Лондон графств» и «впечатляющий главный двор [который] максимизирует вид на Ректорскую лужайку и дополняется школьным двором, похожим на клуатр».
В 1938 году Уоррингтонский колледж был переименован в колледж Святой Екатерины, в честь святой покровительницы обучения Екатерины Александрийской (в честь которой был также назван колледж Святой Екатерины в Кембридже).

### Третий колледж и связь с университетом
В 1930 году, в том же году, когда в Ливерпуль переехал колледж Святой Екатерины, Манчестерский университет Виктории (VUM) и Ливерпульский университет учредили экзаменационную комиссию педагогических колледжей, в чью компетенцию входили педагогические колледжи, существовавшие в то время в пределах Ланкашира, который в то время включал Мерсисайд, Большой Манчестер и Чешир. Это было сделано в соответствии с планом участия университетов в «Объединённых экзаменационных комиссиях» по подготовке учителей, инициированном Советом по образованию в 1926 году, в основе которого лежала идея приведения учебной программы и организации подготовки учителей в соответствие с другими формами высшего образования.
Колледж Нотр-Дам (как колледж Маунт-Плезант), и Уоррингтонский колледж были в списке из восьми таких колледжей, находящихся под надзором экзаменационной комиссии Манчестерского университета Виктории и Университета Ливерпуля; среди других — епархиальный учебный колледж в Честере (будущий Честерский университет) и неконфессиональный педагогический колледж Эдж-Хилл в Ормскерке (предшественник университета Эдж-Хилл). Первоначально в этой инициативе участвовали два колледжа из Манчестера, но со временем они вышли из этой схемы и стали университетскими колледжами Ливерпульского университета, а педагогические колледжи стали Ассоциированными колледжами Ливерпульского университета.
В 1964 году педагогический колледж Святой Екатерины был переименован просто в колледж Святой Екатерины, и в том же году на противоположной стороне Таггарт-авеню был открыт колледж Христа. Колледж Христа был основан Католическим Советом по образованию, и после его создания был ассоциирован, как и колледжи Святой Екатерины и Нотр-Дам, в один из Ассоциированных колледжей Ливерпульского университета. В отличие от колледжа Нотр-Дам, он принимал студентов мужского пола и был первым католическим колледжем совместного обучения в Англии.
В 1974 году три колледжа (наряду с другими участвующими в программе колледжами), были официально интегрированы в структуру управления Ливерпульского университета через его новый Совет университетских колледжей. Вместо Ассоциированных колледжей они теперь были переименованы в Аффилированные колледжи. Совет университетских колледжей получил «квази-факультетский статус» и стал средством аттестации учебных заведений. Совет официально разрешал колледжам (с согласия Ливерпульского университета) предлагать обучение по программе бакалавриата. Отличникам разрешалось завершить обучение на уровне с отличием в самом Ливерпульском университете, хотя на практике это делали лишь немногие студенты колледжей Святой Екатерины, Нотр-Дам или Христа.

### Образование Федерации и слияние колледжей
В докладе Эрика Джеймса 1972 года прогнозировалось сокращение приёма на работу учителей из-за избыточного предложения кадров в контексте снижения рождаемости в Великобритании после беби-бума середины 1960-х годов. В ответ три колледжа создали в 1973 году совместный комитет для обсуждения вопросов создания Федерации колледжей, учредив в 1974 году Временный федеральный академический совет. Импульс к созданию Федерации усилился в середине 1970-х годов, когда два викторианских колледжа (наряду с аналогичными учреждениями по всей Великобритании) получили уведомление о предстоящем закрытии со стороны правительства. В отличие от колледжа Святой Екатерины и Нотр-Дам, колледж Христа не планировался к закрытию, учитывая его более современное происхождение, а также его успех в то время.
Поскольку в рамках объединения в Федерацию предлагалось объединить католическое и англиканское образование, эта инициатива была поддержана архиепископом Уорлоком и епископом Шеппардом как «главная опора их экуменического видения города». Визит этих священнослужителей в Лондон сыграл важную роль в предоставлении разрешения от министра образования, который счёл эту инициативу «целесообразной в качестве средства умиротворения» деятелей церкви, и полагал, что предлагаемое объединение колледжей будет недолговечным.
В 1979 году образование федерации колледжей было завершено, и три колледжа стали составными частями новой организации: Ливерпульского института высшего образования (LIHE). В следующем, 1980 году, два католических колледжа — колледж Христа и колледж Нотр-Дам объединились в «колледж Христа и Нотр-Дам» (CND), разместившийся на базе бывшего колледжа Христа.
В течение 1980-х годов колледжи Святой Екатерины и CND сосуществовали под эгидой Ливерпульского института высшего образования. Постепенно проводилась рационализация с целью сокращения дублирования функций. Однако, хотя на административном уровне это в целом было достигнуто, в конце 1980-х и в 1990-х годах на территории объединённого кампуса LIHE всё ещё существовали две библиотеки и две часовни. Только в 2000-х годах модернистская часовня, ранее принадлежавшая колледжу Христа, стала единственной часовней на Таггарт-авеню, а часовня колледжа Святой Екатерины была преобразована в сенатскую палату. Студенческая общественная жизнь в этих двух колледжах также в основном велась раздельно.
В 1990 году колледжи объединились, и LIHE стал единым учреждением, а не федерацией двух колледжей. Колледжи, таким образом, окончательно перестали существовать как академические образования.

### Независимость и новое имя
Закон 1988 года об обучении и высшем образовании ввёл новую систему подотчетности, которая сделала «опекунские отношения» с Ливерпульским университетом более неудобными для LIHE в начале 1990-х. В ответ на Закон 1988 года была ужесточена процедура аттестации в Совете по обучению в колледжах. Теперь сотрудники Ливерпульского университета должны были присутствовать на совещаниях руководства LIHE и получать консультации в отношении любых предлагаемых академических изменений, какими бы незначительными они ни были.
В 1994 году эти ограничения привели к замене соглашения об аттестации на соглашение об аккредитации от Ливерпульского университета, которое предоставило LIHE автономию на самостоятельное подтверждение дипломов бакалавров. В связи с тем, что изменения также распространялись на бывший епархиальный педагогический колледж в Честере (к тому моменту переименованный в Честерский колледж высшего образования, и единственный оставшийся из аффилированных колледжей), в том же году было расформировано отделение колледжей Ливерпульского университета.
В 1995 году было принято решение переименовать LIHE, который стал называться Университетский колледж Ливерпуль Хоуп (сокращенно — «Ливерпуль Хоуп» или просто «Хоуп»). Смена названия представляла собой попытку создать более яркую, характерную идентичность, которая отражала бы первоначальное религиозное предназначение трёх колледжей-основателей. Размышляя о переименовании в 2003 году, Р. Элфорд, англиканский священник, утверждал, что «Хоуп в настоящее время, пожалуй, является одним из наиболее миссионерских христианских учебных заведений в британском высшем образовании».
Территория колледжа на Таггарт-авеню была переименована в Парк Хоуп, а участок на территории бывшей школы Святого Франциска Ксаверия в Эвертоне (сам колледж переехал в Вултон в 1960-х годах) был приобретён и преобразован в творческий кампус в 1999 году.

### Современный университет
В 2002 году Университетский колледж Ливерпуль Хоуп получил право на самостоятельное подтверждение магистерских дипломов о высшем педагогическом образовании, а три года спустя получил статус университета, став Ливерпульским университетом Хоуп. Полномочия на присуждение учёных степеней и полную независимость университет получил в 2009 году.

## Успех конца 2010-х

### Подъём в таблицах рейтингов
В течение многих лет университет не участвовал в рейтингах университетов. Впервые приняв участие в 2015 году (для выпусков 2016 года), университет укрепил свои позиции, в частности, в рейтинге лиги Guardian (которая исключает исследовательские показатели). В рейтинге на 2018 год, опубликованном в мае 2017 года, университет впервые превзошёл своего более престижного соседа — Ливерпульский университет. Этот факт был использован студенческим новостным сайтом The Tab в первоапрельской шутке 2018 года том, что Ливерпульский университет потеряет свой статус университета группы Расселл.
Университет занял 33-е место в рейтинге Guardian по версии 2019 года (из 121 университета), во второй раз опередив Ливерпульский университет, а также другие университеты группы Расселл, включая Манчестерский университет, Кардиффский университет, Шеффилдский университет, Университет Квинс в Белфасте и Королевский колледж Лондона. В рейтинге 2020 года, опубликованном в июне 2019, университет опустился на 10 мест до 43-го, но оставался впереди последних трёх университетов, перечисленных выше, и в третий раз подряд получил рейтинг выше Ливерпульского университета.

### Изменения в рейтингеThe Guardianконца 2010-х годов
В общей сложности за три года университет поднялся на 71 позицию, поднявшись на 25 мест в рейтинге 2017 года и на 23 места как в рейтингах 2018, так и 2019 годов.
| Год  | Ранг | +/-          | Всего участников |
| ---- | ---- | ------------ | ---------------- |
| 2016 | 104  | новая запись | 119              |
| 2017 | 79   | +25          | 119              |
| 2018 | 56   | +23          | 121              |
| 2019 | 33   | +23          | 121              |

### TEF Gold
В июне 2017 года Ливерпульский университет Хоуп был удостоен Золотой награды Управления по делам студентов при правительстве Великобритании за программу повышения квалификации педагогического состава (англ. Teaching Excellence Framework, TEF). Ливерпульский университет Хоуп стал одним из двух университетов в районе агломерации Ливерпуля (второй — Эдж-Хилл), получивших этот рейтинг. Университет (наряду с университетом Ковентри и Ноттингем Трент) был назван в Guardian «отличным современным университетом», который был «награждён золотым рейтингом, в то время как некоторые учреждения группы Расселла были вынуждены опозориться, получив бронзу».

## История менеджмента университета

### Канцлеры
- 2006—2013: Каролина Кокс
- 2013—2020: Чарльз Гутри
- 2020-: Моника Грейди[англ.]

### Ректоры / проректоры
- 1980—1995: Джеймс Берк (англ. James Burke)
- 1995—2003: Саймон Ли[англ.]
- 2003-: Джеральд Пиллэй (англ. Gerald Pillay)

## Финансовый менеджмент
Университет следует христианскому принципу избегать банковских кредитов, и не брал новых банковских кредитов с середины 2000-х годов. Расходы финансируются за счёт резервов наличности университета, а бюджет университета согласовывается ежегодно, при этом в него закладываются расходы только на постоянные кадры. В 2018 году университет разработал план формирования доходов с целью диверсификации потоков доходов, чтобы доходы не зависели от платы за обучение в бакалавриате.

## Корпоративный брендинг

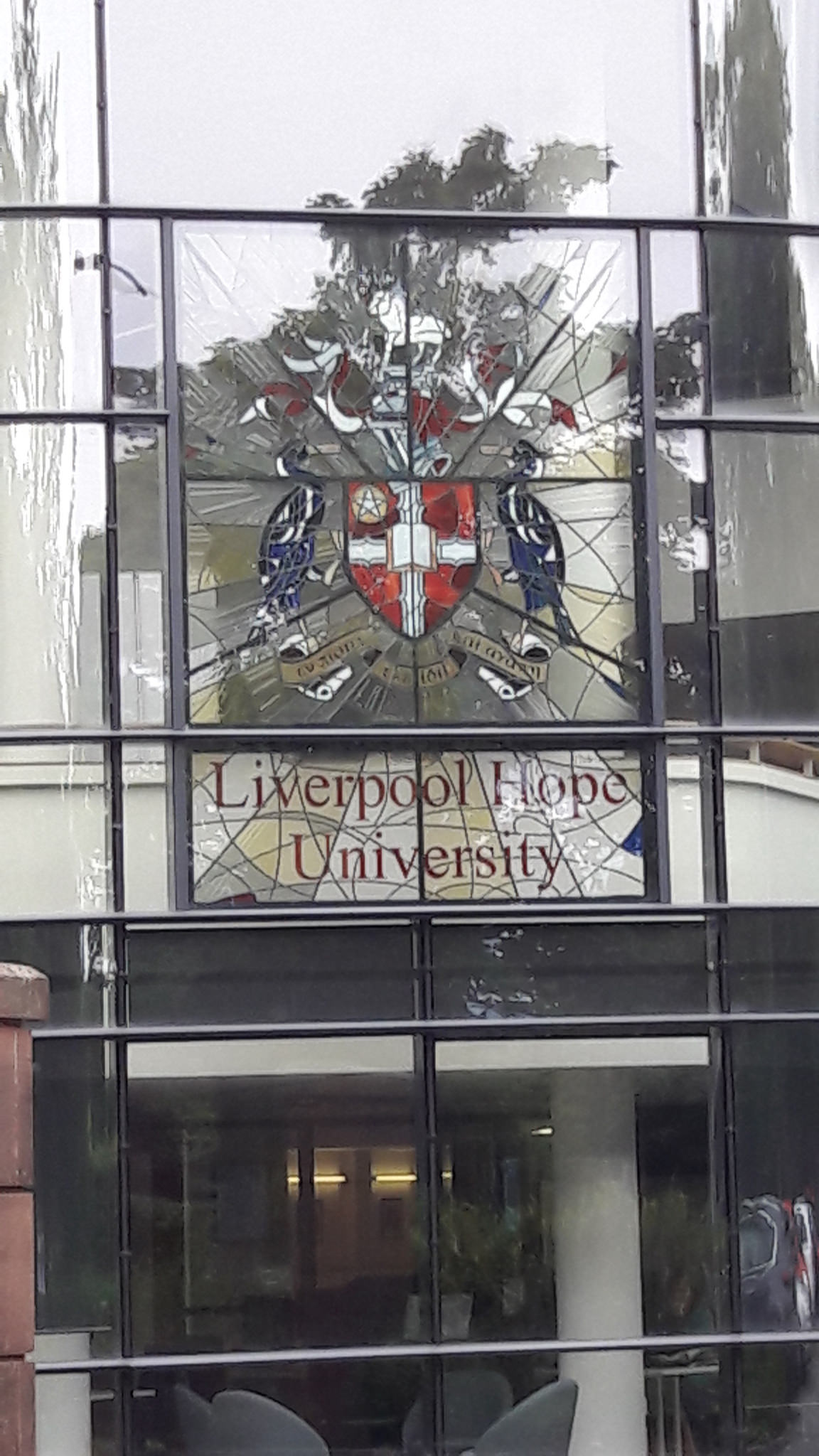
Герб университета на витражном окне в южной части здания EDEN

В книге Р. Элфорда «The Foundation of Hope» обсуждается, какое значение бренд-менеджмент имел для университета в 1990-х годах. С момента создания «Бренда Хоуп» в 1995 году, он «активно развивался и презентовался», «были разработаны новые корпоративные цвета». Ранее университет боролся за объединение трёх своих колледжей-предшественников в единую корпоративную идентичность, при этом сохранялись «внутренние диссонансы». Элфорд утверждает, что за время своего существования в качестве Ливерпульского института высшего образования, университет «фактически не смог установить свою собственную идентичность».
В университете в качестве основного фирменного цвета был принят красный цвет, контрастирующий, прежде всего, с белым. Это единственный университет в агломерации Ливерпуля, который использует красный цвет, чаще всего ассоциирующийся с университетами в других районах исторического графства Ланкашир («Алая роза Ланкастеров»), в частности, с Ланкастерским университетом, университетом Солфорда и университетом Центрального Ланкашира. Университет использует красный цвет по духовным/теологическим, а не географическим/историческим причинам. Его оригинальный логотип (1995—2006 гг.) — слово «Hope», написанное красным курсивом в нижнем регистре, с хвостиком буквы «е», повёрнутым вверх и обводящим слово, можно найти в книге «The Foundation of Hope» на титульном листе книги и заднем форзаце.
В 2016—2017 годах университет начал использовать свой герб в качестве единственного корпоративного логотипа, подчёркивая наследие своего бренда. Для этого пришлось отказаться от последнего современного логотипа, который был разработан в партнёрстве с лондонским агентством Fabrik в 2006 году. Графический пакет, выпущенный совместно с Fabrik, также включал в себя шрифт и общее оформление, а также принципы цветовой гаммы для университетских публикаций, которые продолжали использоваться и после 2016—2017 годов. Логотип 2006 года включал в себя красный прямоугольник с названием университета, написанным белым цветом, с белой Вифлеемской Звездой в верхнем правом углу (это соответствовало легенде о Вифлеемской звезде на Востоке: верхняя часть прямоугольника обозначала небо, а восток находится в правой части карты). На логотипе также была надпись EST. 1844 в правом нижнем углу — особенность, сохранившаяся после 2016 года (иногда отображается как 1844 год) в варианте представления герба университета на фирменных бланках и в других графических изображениях. К 175-летнему юбилею в 2019 году университет представил свой герб с надписью «175 ЛЕТ УЧЕБНОГО ПРЕВОСХОДСТВА». В этой надписи цифра «175» была выделена золотом, чтобы отразить золотой рейтинг университета TEF за высокое качество преподавания, полученный двумя годами ранее.

## Академическая структура

### Факультеты и кафедры
В составе университета 7 факультетов и две кафедры. Это плоская организация, поскольку 7 факультетов не содержат кафедр (хотя четыре факультета формально разделены на предметные группы), а кафедры не относятся к факультетам в иерархии среднего звена управления.
Факультет творческих и исполнительских искусств расположен на территории творческого кампуса (англ. Creative Campus), в то время как все остальные факультеты и отделения — в Парке Хоуп (англ. Hope Park).
| Факультет                                          | Темы и предметы |
| -------------------------------------------------- | --- |
| Бизнес-школа Ливерпуль Хоуп                        | н/д |
| Факультет творческого и исполнительского искусства | Драма, танцы и перформанс; Изобразительное искусство, дизайн и кино; Музыка                                                  |
| Факультет образования                              | Младший детский возраст; Исследования в области образования; Педагогическое образование                                      |
| Кафедра географии и экологии                       | н/д |
| Факультет медицинских наук                         | н/д |
| Факультет гуманитарных наук                        | Английский; История и политика; Юриспруденция; Теология и религия                                                            |
| Факультет математики, информатики и инженерии      | н/д |
| Кафедра психологии                                 | н/д |
| Факультет социальных наук                          | Детство и юношество; Исследования инвалидности; Здоровье и социология; Социальная политика и криминология; Социальная работа |

### Исследовательская деятельность
В университете 12 исследовательских центров:
- Центр Эндрю Уоллса[англ.] по изучению африканского и азиатского христианства;
- Центр архиепископа Десмонда Туту по исследованиям войны и мира;
- Ассоциация континентальной философии религии;
- Центр христианского образования и пастырского богословия;
- Центр исследований культуры и инвалидности (CCDS);
- Центр образования и анализа политики (CEPA);
- Исследовательская группа ирландских исследований;
- Исследовательский проект министерства;
- Группа исследования популярной культуры;
- Сеть исследования песчаных дюн и гальки;
- Исследования саркопении;
- Социально-экономические и прикладные исследования реформ (SEARCH).

## Библиотека Шеппарда-Уорлока
Библиотека Шеппарда-Уорлока — главная библиотека университета. Расположенная в Хоуп-парке (есть также небольшая библиотека в творческом кампусе), она примыкает к зданию «Хильда Констанс Аллен». Библиотека размещена в малоэтажном здании, расположенном между двумя крыльями в северной части здания. Раньше это пространство частично занимали кухня и столовая.
Библиотека была построена в 1997 году и обошлась в 5,34 млн фунтов стерлингов. В 2012 году в рамках реконструкции библиотеки было создано хранилище «Британский стандарт» для специальных коллекций библиотеки. Реконструкция обошлась в 1,5 млн фунтов стерлингов.

### Специальные коллекции
| Наименование                                                                      | Описание |
| --------------------------------------------------------------------------------- | --- |
| Коллекция Градуэлла                                                               | Передано университету после закрытия колледжа Святого Иосифа в Апхолланде в 1991 году. Содержит материалы, охватывающие теологию, философию, церковь, светскую и краеведческую историю, церковную историю, искусство, архитектуру, социологию, образование, а также работы общего характера. Также включает в себя работы рекузантов и ранние печатные работы. |
| Коллекция Пиктона                                                                 | Содержит многие классические труды Нового Завета, опубликованные до 1975 года, лингвистические исследования, включая древнееврейский, арамейский и греческий лексиконы, а также несколько сборников богословских текстов. |
| Собрание архиепископа Стюарта Бланча (1918—1994)                                  | Материалы из имения архиепископа Бланча. Включает конспекты, сделанные во время его учёбы в Уиклиф-холле (Оксфорд), а также конспекты для проповедей, лекций, бесед и речей, прозвучавших во времена епископа Ливерпуля (1960—1966) и архиепископа Йоркского (1975—1983). |
| Библиотека Центра изучения африканского и азиатского христианства Эндрю Ф. Уоллса | Материалы, предоставленные самим Уоллсом, посвящены истории миссионерской деятельности, прежде всего в Африке и Азиатско-Тихоокеанском регионе, но также и в других частях света, и теологии и практике миссионерской деятельности, нехристианским верованиям и истории религий. |
| Коллекция исследований в области образования                                      | Книги, брошюры и журналы по образованию и смежным дисциплинам, подаренные Ливерпульским университетом. Содержит 30 000 книг и брошюр, а также книги по всем аспектам образования (особенно исторического) с большими разделами, посвящёнными специальному и религиозному образованию. Включает библиографии, правительственные и другие статистические публикации, а также ежегодные отчёты организаций, связанных с образованием. Также включает 400 журналов, посвящённых трудностям в обучении, педагогической психологии и образованию за рубежом. |
| Коллекция Джозефин Батлер                                                         | Небольшая подборка материалов о Батлер и её работах, полученных из Ливерпульского университета. |

## Статистический профиль

### Студенты
В 2018—2019 годах в университете обучались 5100 студентов, в том числе 3865 бакалавров и 1235 аспирантов, что делает его 122-м крупнейшим университетом в Великобритании (из 169 университетов, включённых в статистику HESA). Университет занимает менее половины площади двух других университетов в агломерации Ливерпуля с сопоставимой историей — Эдж-Хилл (13 835 студентов) и Честер (14 570 студентов).

### Сравнение с университетами Великобритании аналогичного размера
В университете больше аспирантов, чем в четырёх из шести ближайших к нему университетов по количеству студентов.
| Университет                         | Студенты | Аспиранты | Всего |
| ----------------------------------- | -------- | --------- | ----- |
| Университет Святой Марии, Твикенхэм | 3535     | 1955      | 5490  |
| Университет Чичестера               | 4375     | 1095      | 5470  |
| Университет Харпера Адамса          | 4740     | 635       | 5375  |
| Университет королевы Маргарет       | 3505     | 1720      | 5225  |
| Ливерпульский университет Хоуп      | 3865     | 1235      | 5100  |
| Университетский колледж Бирмингема  | 4415     | 485       | 4905  |
| Колледж Святого Георгия             | 3735     | 950       | 4690  |

### Преподаватели
В 2018—2019 годах в университете работало 305 преподавателей. 230 из них (75,41 %) имели степень доктора наук, что поставило университет на 16-е место в Великобритании по этому показателю. Цель университета состоит в том, чтобы 85 % его преподавательского состава имели докторскую степень, а остальные были профессиональными преподавателями, имеющими опыт работы в таких областях, как образование, право и бухгалтерский учёт.

## Студенческая жизнь

### Общежития

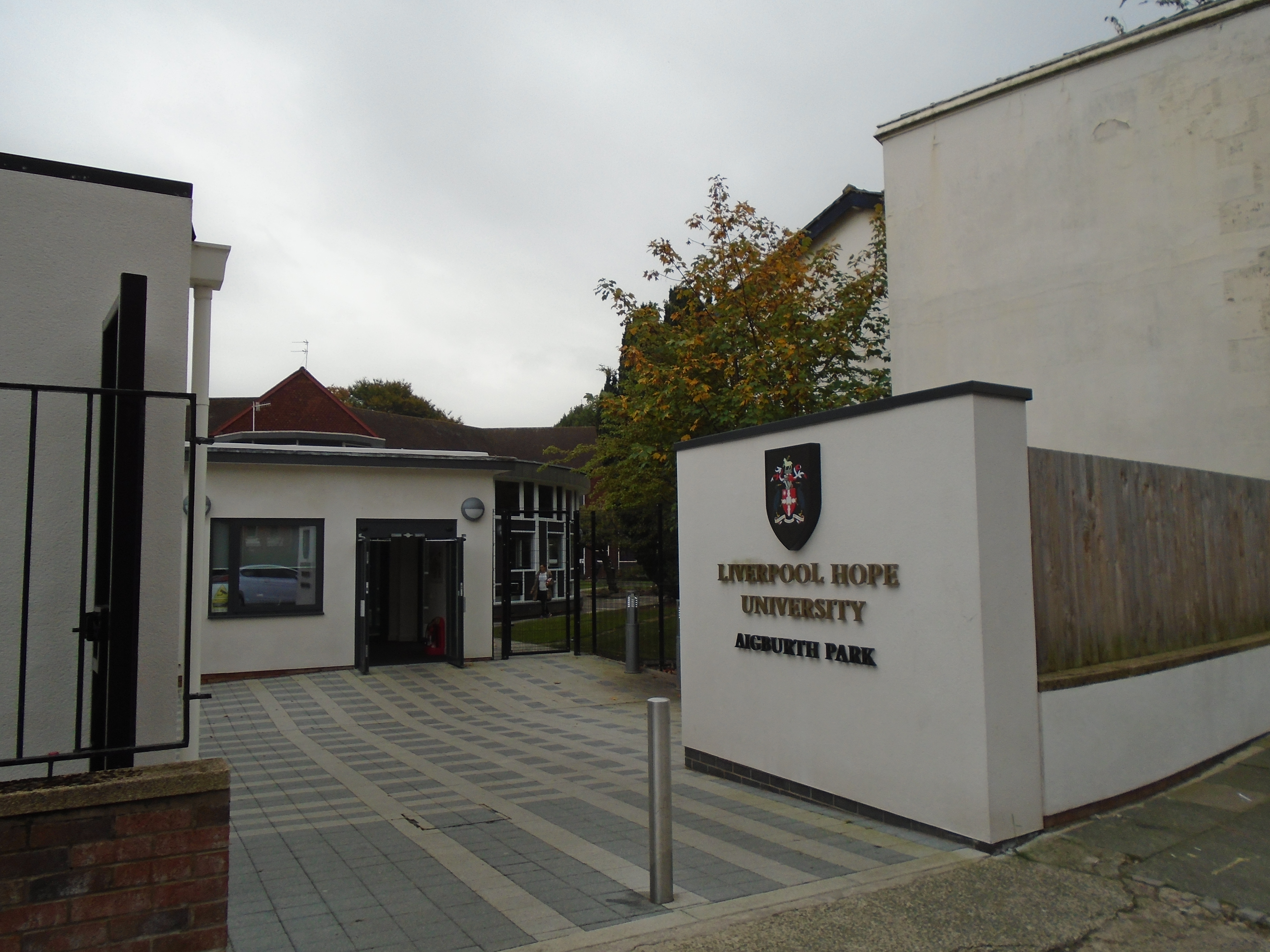
Вход в Эйгберт-парк

Для студентов, зачисленных в университет, имеется 12 общежитий. Между кампусами университета курсирует бесплатный автобус.
| Название                                                        | Кампус            | Комнаты со своим санузлом | Для кого                  |
| --------------------------------------------------------------- | ----------------- | ------------------------- | ------------------------- |
| Ньюман-Холл (англ. Newman Hall)                                 | Хоуп-парк         | Да                        | Первокурсники             |
| Тереза-Холл (англ. Teresa Hall)                                 | Хоуп-парк         | Да                        | Первокурсники             |
| Уизли-Холл (англ. Wesley Hall)                                  | Хоуп-парк         | Да                        | Первокурсники             |
| Оскар Ромеро-Холл (англ. Oscar Romero Hall)                     | Хоуп-парк         | Нет                       | Первокурсники             |
| Китти Уилкинсон-Холл (англ. Kitty Wilkinson Hall)               | Хоуп-парк         | Нет                       | Первокурсники             |
| Джозефин Бакита-Холл (англ. Josephine Bhakita Hall)             | Хоуп-парк         | Нет                       | Первокурсники             |
| Кэтрин Бут-Холл (англ. Catherine Booth Hall)                    | Хоуп-парк         | Нет                       | Первокурсники             |
| Энджела-Холл (англ. Angela Hall)                                | Хоуп-парк         | Нет                       | Первокурсники             |
| Остин-Холл (англ. Austin Hall)                                  | Хоуп-парк         | Нет                       | Первокурсники             |
| Джеррард Манли Хопкинс-Холл (англ. Gerrard Manley Hopkins Hall) | творческий кампус | Да                        | Все студенты бакалавриата |
| Джозефин Батлер-Холл (англ. Josephine Butler Hall)              | Эйгберт-парк      | Да                        | Все студенты              |
| Сейнт Джули-Холл (англ. St Julie's Hall)                        | Эйгберт-парк      | Нет                       | Все студенты              |

### Студенческий союз
Студенты университета представлены Союзом студентов (HopeSU), который входит в Национальный союз студентов.

## Партнёрские отношения

### Cathedrals Group
Университет входит в группу Cathedrals Group. В рамках этой миссионерской группы университет подтверждает и присуждает степени доктора философии и магистра наук выпускникам Университета Ньюмана и университета Святой Марии в Твикенхэме.

### Международное партнерство
Университет имеет ряд международных партнерских отношений с другими академическими учреждениями, многие из которых являются христианскими университетами. Основными партнёрами являются Католический университет Лилля во Франции, Университет Христа и Колледж Стелла Марис в Индии, два американских гуманитарных колледжа — Колледж Хоуп и Баптистский университет Уошито, а также Университет Сунь Ятсена в Китае.

### Сеть Хоуп
Университетская сеть Хоуп (англ. Network of Hope) была создана в 1998 году в рамках партнерства с католическими предуниверситетскими колледжами на Северо-Западе Англии. Текущие партнеры сети: колледж Кармель в Сент-Хеленсе, колледж Святого Креста в Бери, колледж Святого Джона Ригби в Уигане и колледж Святой Марии в Блэкберне.

### ФК Эвертон
В 2016 году университет подписал пятилетнее партнёрское соглашение с футбольным клубом «Эвертон». Партнёрство включало в себя проект мониторинга и оценки деятельности клуба «Эвертон» в общественной бесплатной школе (открыта в 2011 году) и стипендии аспирантов для изучения истории клуба.

## Награды
| Год  | Награда                                                       | Результат |
| ---- | ------------------------------------------------------------- | --------- |
| 2019 | Журнал The Academic Insights — Международный университет года | Победа    |

## Выпускники

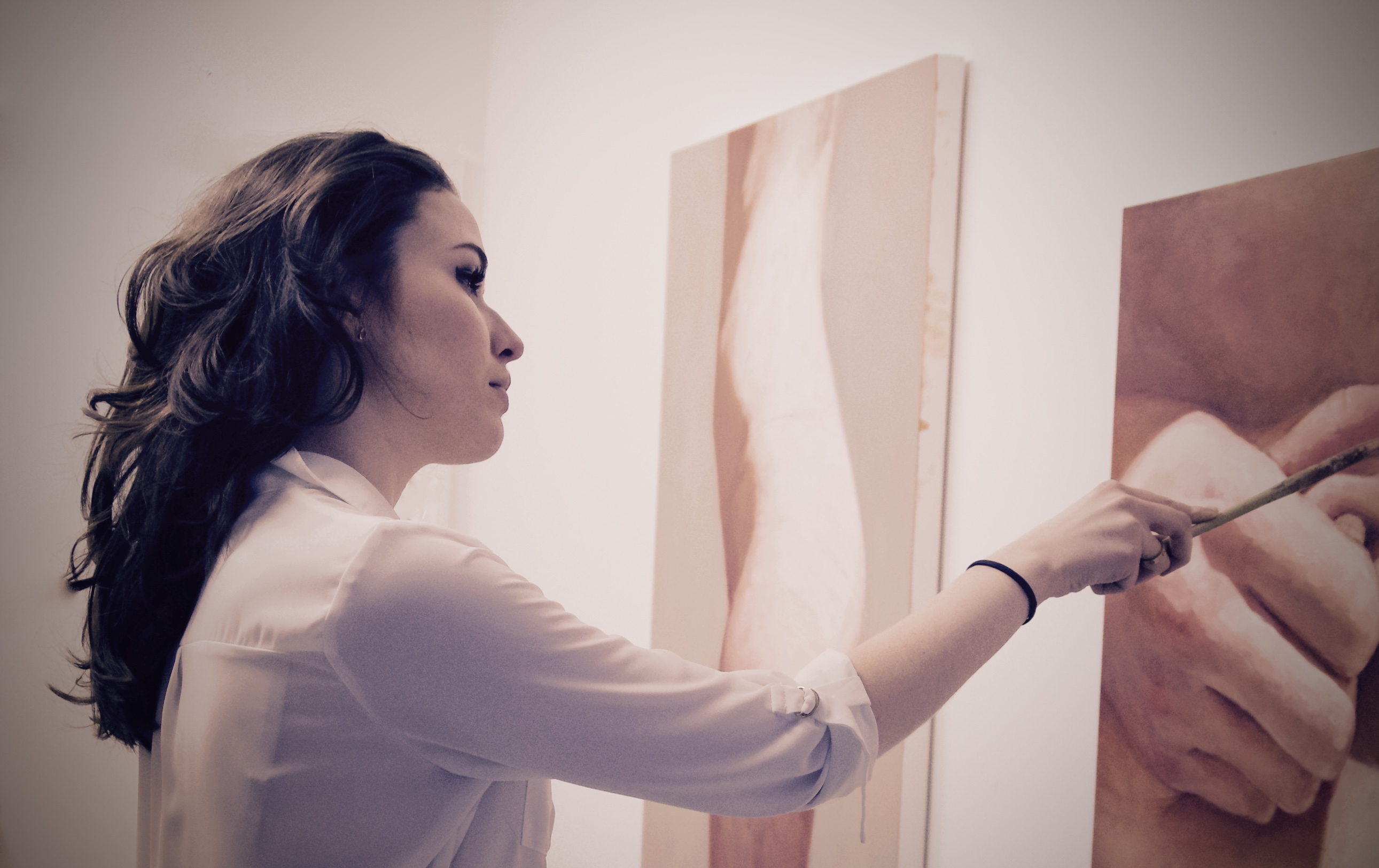
Эми Хьюз (художник) окончила университет со степенью бакалавра изящных искусств в 2013 году и начала успешную карьеру в области искусства в Нью-Йорке. На последнем курсе она специализировалась на феминизме и визуальной культуре, и в её работах появляются идеи, полученные во время учёбы в университете.

«Большая часть моей работы на протяжении многих лет была посвящена изучению аспектов феминизма, таких как представление женского тела в истории искусства и современной визуальной культуре. В университете Хоуп я написала диссертацию на 10 000 слов на тему „Феминизм и косметическая хирургия“, я получила фантастическую поддержку от моего куратора, доктора Амелии Йейтс, и я думаю, что исследования и рекомендации, которые я получила, действительно дали мне огромное количество знаний о феминистском дискурсе»

### Искусство
- Хизер Крэйни[англ.], актриса
- Саймон Гилберт[англ.], журналист и писатель
- Эми Хьюз[англ.], художник
- Терри Моллой[англ.], актёр
- Малик Аль-Насир[англ.], поэт и писатель
- Стел Павлу, сценарист и писатель
- Вилли Расселл[англ.], драматург
- Мэри Лу Захалан[англ.], певица и актриса

### Политика
- Дэвид Альтон[англ.], барон Альтон Ливерпульский, бывший либерал-демократ, член Палаты общин Великобритании от избирательных округов Ливерпуль-Моссли-Хилл[англ.] и Ливерпуль-Эдж-Хилл[англ.].
- Стив Брайн[англ.], депутат от консервативной партии, член Палаты общин от избирательного округа Винчестер[англ.].
- Питер Килфойл[англ.], бывший депутат от лейбористской партии, член Палаты общин от избирательного округа Ливерпуль-Уолтон[англ.].
- Пол Наттолл, политик.
- Майк Стори[англ.], барон Стори, бывший глава городского совета Ливерпуля[англ.].

### Спорт
- Дайан Аллахгрин[англ.], спортсменка.
- Эмма Хейз, кавалер ордена Британской империи (MBE), менеджер[англ.] женского футбольного клуба Челси.
- Колм Макфадден[англ.], гэльский футболист.
- Дженни Медоуз, спортсменка.

### Книги
- R. John Elford. The Foundation of Hope: Turning Dreams Into Reality. — Liverpool University Press, 2003. — 260 с. — ISBN 978-0-85323-519-4.
- Pat Heery. The history of St. Francis Xavier's College, 1842-2001. — Place of publication not identified: Pat Heery, 2002. — ISBN 978-0-9535782-1-4.

### Статьи
- William Taylor. The James Report revisited (англ.) // Oxford Review of Education. — 2008. — Vol. 34, iss. 3. — P. 291–311. — ISSN 1465-3915 0305-4985, 1465-3915. — doi:10.1080/03054980802116857.